# Shinjuku Park Tower
La Shinjuku Park Tower (新宿パークタワー, Shinjuku Pāku Tawā) est un gratte-ciel situé dans le quartier d'affaires de Shinjuku à Tokyo, Japon.
Il mesure 235 mètres de haut, pour 52 étages.
Il a été conçu par Kenzo Tange et sa construction fut achevée en avril 1994.
Il abrite un hôtel Park Hyatt.
La tour est mise en scène dans le film Lost in Translation de Sofia Coppola.